# Epopeya (revista)
La revista Epopeya fue fundada en 1997 por César Fuentes Rodríguez cuando se distanció de la dirección de Madhouse por desacuerdos con la línea editorial que ésta había tomado en aquellos tiempos.

Epopeya se dedicó al  Heavy Metal más tradicional así como a subgéneros concretos como el Hard Rock, el Metal Progresivo, el Power Metal y el Metal Gótico. Llegaron a editarse 44 números, antes de que la debacle del corralito y el desastre económico que sufrió la Argentina en 2001, pusiera fin a esta y a muchas otras publicaciones.

En muchos de los números, la revista vino acompañada por un CD del programa radial Ave César —conducido por el propio César Fuentes Rodríguez— con alrededor de una docena de canciones y un folleto adjunto que incluía información y una viñeta histórica sobre la Roma Antigua.

Luego de la desaparición de la revista Epopeya en 2004, varios de sus antiguos miembros fundaron una nueva publicación llamada Requiem.